# Ibn Khordadbeh
Abul Qasim Ubaid'Allah ibn Khordadbeh (persa: ابوالقاسم عبیدالله ابن خردادبه‎) (ca. 820 - 912) fue un geógrafo y burócrata persa del siglo IX. autor del libro más antiguo conservado en árabe sobre geografía administrativa.
Hijo de una familia persa acaudalada del norte de Irán, fue nombrado "Director del correo y de inteligencia" de la provincia de Jibal en el noroeste de Irán bajo el califa abasí al-Mu'tamid (quien gobernó desde el 869 al 885). Con este título, Ibn Khordadbeh trabajó tanto como director general de correos como espía personal del califa.
Alrededor de los 870, Ibn Khordadbeh escribió la obra Kitāb al Masālik w’al Mamālik (El Libro de Rutas y Reinos). En este trabajo, Ibn Khordadbeh describe los diversos pueblos y provincias del Califato Abasí. Junto con los mapas, el libro también incluye descripciones de la tierra, gente y cultura de la costa del sur de Asia, incluso lugares distantes al califato como el río Brahmaputra, las islas Andamán, la península de Malaca y Java. Las tierras de la China de los Tang, el reino de Silla y Japón también son referenciadas en su trabajo.
El libro no refleja una fuerte influencia de las obras tempranas de los griegos, como las de Ptolomeo. Utiliza en gran medida términos administrativos persas, lo que otorga un peso considerable a la historia preislámica de Irán, usando el sistema nativo iraní de la división cosmológica del mundo. Estas reflejan "la existencia de fuentes iraníes en el núcleo de la obra".
Esta es una de las únicas fuentes que citan a los radhanitas, los comerciantes judíos.
Khordadbeh escribió otros libros. Escribió alrededor de 8 a 9 libros sobre muchos temas tales como "Geografía descriptiva" (el libro Kitab al Masalik Mamalik w'al), "etiquetas de escuchar música", "genealogía persa", "cocinando", "bebiendo", "patrones astrales ", "don-compañeros", "la historia del mundo", "música y los instrumentos musicales". El libro sobre la música tenía el título de Kitāb al-lahw wa-l-malahi, que se estudiaba en materia musical en la Persia preislámica.